# Crenichthys
Crenichthys – rodzaj ryb karpieńcokształtnych z rodziny żyworódkowatych (Goodeidae).

## Klasyfikacja
Gatunki zaliczane do tego rodzaju:
- Crenichthys baileyi
- Crenichthys nevadae